# Onthophagus cyaneus
Onthophagus cyaneus là một loài bọ cánh cứng trong họ Bọ hung (Scarabaeidae).